# Marie-Joseph Motier, Marquis de La Fayette

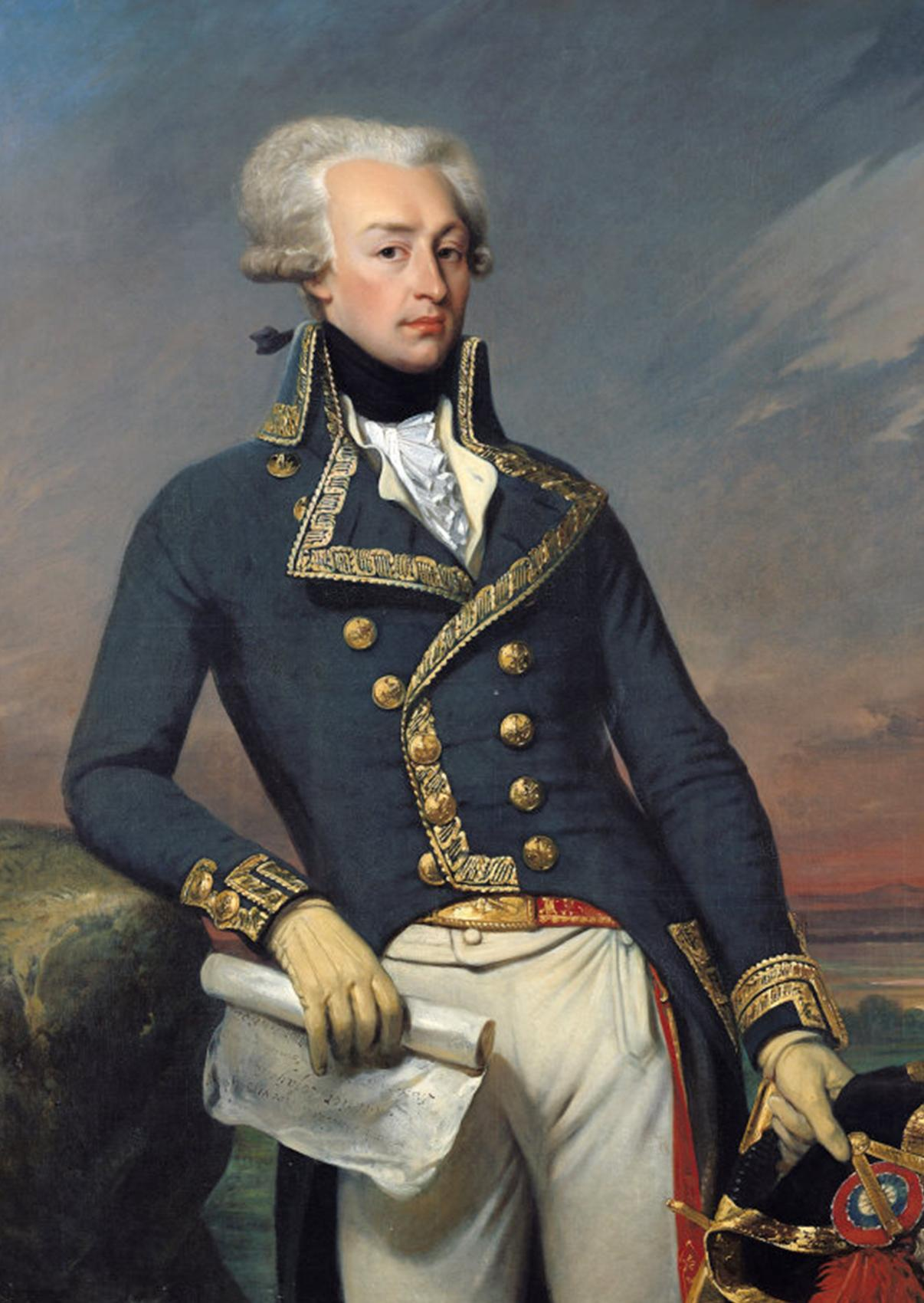
Generalleutnant Marquis de la Fayette

Marie-Joseph-Paul-Yves-Roch-Gilbert du Motier, Marquis de La Fayette oder Lafayette (* 6. September 1757 in Chavaniac (heute Chavaniac-Lafayette), Frankreich; † 20. Mai 1834 in Paris) war ein französischer Général de division und Politiker. Der Aufklärer nahm auf der Seite der Patrioten am Amerikanischen Unabhängigkeitskrieg teil und spielte eine wichtige Rolle in der Französischen Revolution.

## Leben und Werk

### Herkunft
La Fayette entstammte einem alten Adelsgeschlecht aus der Auvergne, dessen Mitglieder häufig eine militärische Laufbahn eingeschlagen hatten. So war einer seiner Verwandten, Gilbert Motier de La Fayette, im 15. Jahrhundert Marschall von Frankreich. Sein Vater war Michel Louis Christophe Roch Gilbert Paulette du Motier, Marquis de La Fayette (1732–1759), Colonel der Grenadiers de France. Er wurde 26-jährig im Siebenjährigen Krieg in Westfalen getötet, als ihn am 1. August 1759 in der Schlacht bei Minden eine Kugel traf. Er starb in den Armen des Herzogs Victor-François de Broglie.
Seine Mutter, Marie Louise Jolie de La Rivière (1737–1770), eine reiche Aristokratin aus Saint-Brieuc, führte in Paris im Palais du Luxembourg ein zurückgezogenes Leben, bis sie am 3. April 1770 starb. Der Marquis de La Fayette wurde so im Alter von 12 Jahren Vollwaise und potenzieller Alleinerbe des beträchtlichen Vermögens seines Großvaters mütterlicherseits, des Marquis de La Rivière, der am 24. April 1770 verstarb und ihm eine Rente von 25.000 Livres hinterließ. Zur selben Zeit erbte er durch den Tod eines weiteren Onkels ein Jahreseinkommen von 120.000 Livres. So wurde er zu einem der reichsten Männer Frankreichs seiner Zeit. Es war sein Urgroßvater, der Graf de La Rivière, ein ehemaliger hoher Offizier der königlichen Armee, der ihn in Paris erziehen ließ.

### Ausbildung und Heirat
La Fayette studierte bis 1771 am Collège du Plessis, dem heutigen Lycée Louis-le-Grand und durchlief gleichzeitig eine Ausbildung zum Offiziersanwärter im Regiment der Schwarzen Musketiere des Königs. Der Herzog von Broglie, der Freund des verstorbenen Vaters, hatte ihn zu dem Entschluss bewogen, eine militärische Laufbahn einzuschlagen und in die königliche Garde einzutreten. Er absolvierte entsprechend auch die Militärakademie in Versailles.

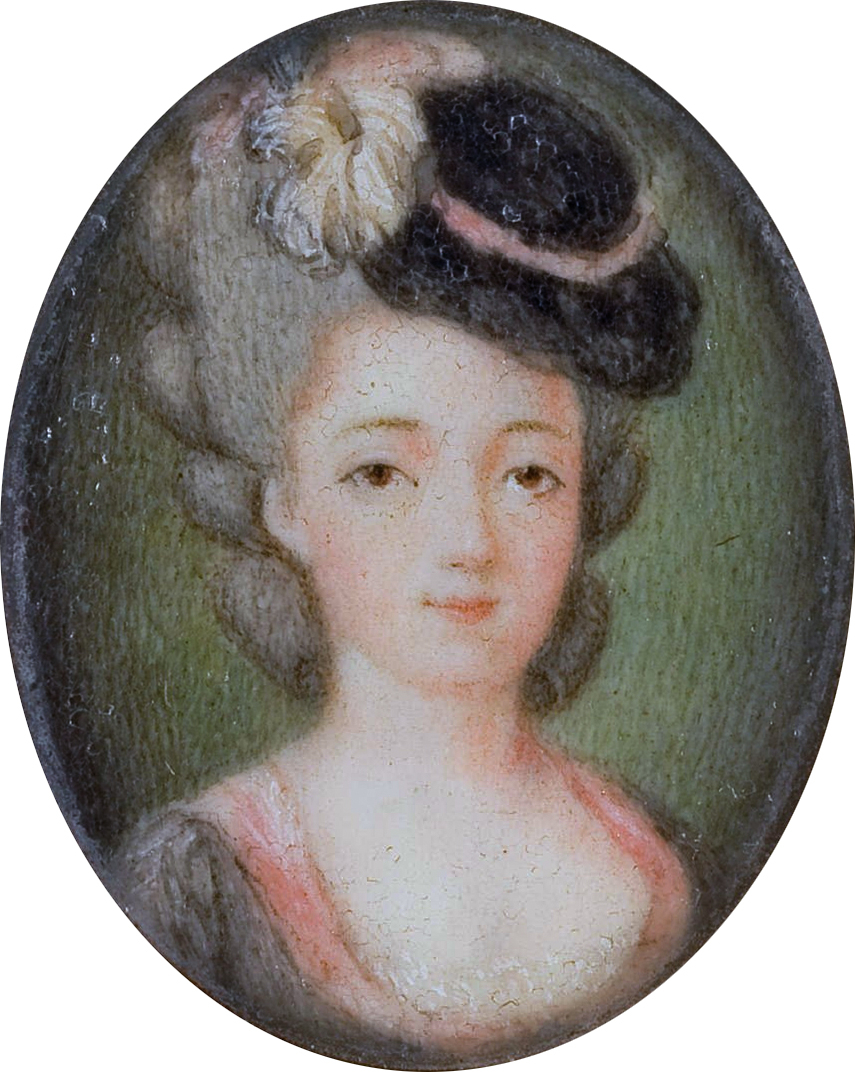
Adrienne de Noailles

Am 11. April 1774 heiratete er mit 17 Jahren Marie Adrienne Françoise de Noailles (1759–1807), die Tochter des Herzogs von Ayen, Paul-François de Noailles. Sie brachte eine Mitgift von 200.000 Livres in die Ehe ein. Seine Schwiegereltern, einer der ältesten Familien am französischen Hofe entstammend und darüber hinaus mit Madame de Maintenon verwandt, führten die La Fayettes im Frühjahr 1774 bei Hofe ein. Aus der Ehe gingen ein Sohn und drei Töchter hervor:
1. Adrienne Henriette Catherine Charlotte du Motier (1776–1778)
2. Anastasie Louise Pauline Motier du Motier (1777–1863), die am 23. Februar 1798 Jules César Charles de Fay, Graf von La Tour Maubourg (1774–1824) heiratete. Durch sie ist der Marquis ein Ahnherr Paola Ruffo di Calabrias, der früheren belgischen Königin, Ehefrau von König Albert II.
3. Georges Washington Louis Gilbert du Motier, Marquis von Lafayette (1779–1849), der Émilie d’Estutt de Tracy heiratete.
4. Marie Antoinette Virginie du Motier (1782–1849), die am 20. April 1803 Louis de Lasteyrie du Saillant, Marquis von Lasteyrie (1781–1826) heiratete.

Am Hofe Ludwigs XVI. konnte La Fayette nichts bewirken. Da er eher den eigenen Freiheiten zugetan war und nicht den geringsten Sinn für den höfischen Geist aufbrachte, missglückten alle Versuche seines Schwiegervaters, ihm eine günstige Position bei Hofe zu verschaffen. Nach seiner Hochzeit verließ er freiwillig den Hof, um sich dem Régiment de Noailles dragons seines Schwiegervaters anzuschließen, nachdem er zum Capitaine der Dragoner befördert worden war. Der Herzog de Broglie wurde sein Kommandant.

### Im Amerikanischen Unabhängigkeitskrieg

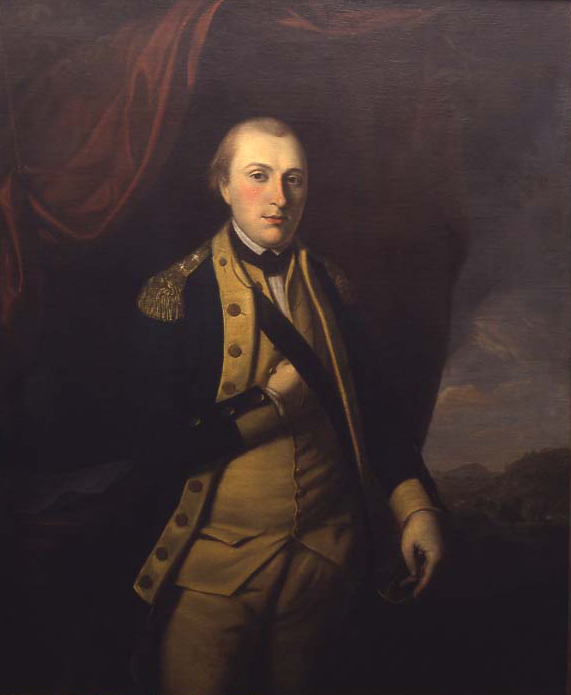
La Fayette in der Uniform der Continental Army, Porträt von Charles Willson Peale

Von 1771 bis 1776 diente La Fayette in der französischen Armee, doch bald quittierte er den Dienst wieder. Nach der Unabhängigkeitserklärung der britischen Kolonien 1776 ging La Fayette deshalb gegen den massiven Widerstand seiner Familie mit einer selbst angeworbenen Freiwilligentruppe 1777 nach Amerika, um dort für die amerikanische Unabhängigkeit und seine mit der Aufklärung verbundenen Ideale der Gleichheit, Freiheit und Gerechtigkeit zu kämpfen. Am 13. Juni landete er nördlich von Charleston und bot der Kontinentalarmee seine unbezahlten Dienste an. Durch einen Sonderbeschluss des Kongresses wurde er am 31. Juli zum Generalmajor der Kontinentalarmee ernannt.

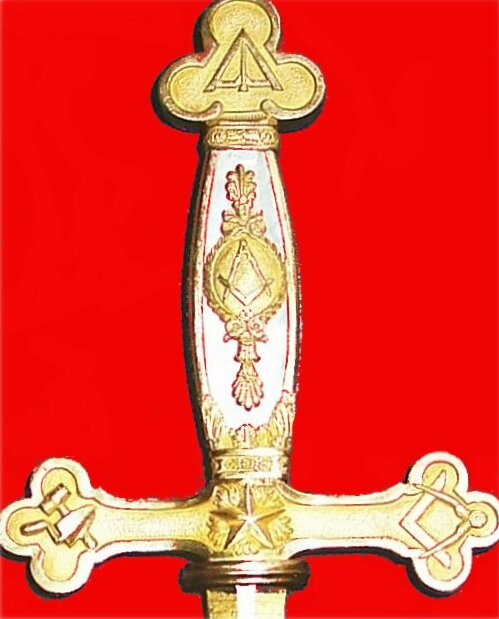
La Fayettes Freimaurerschwert

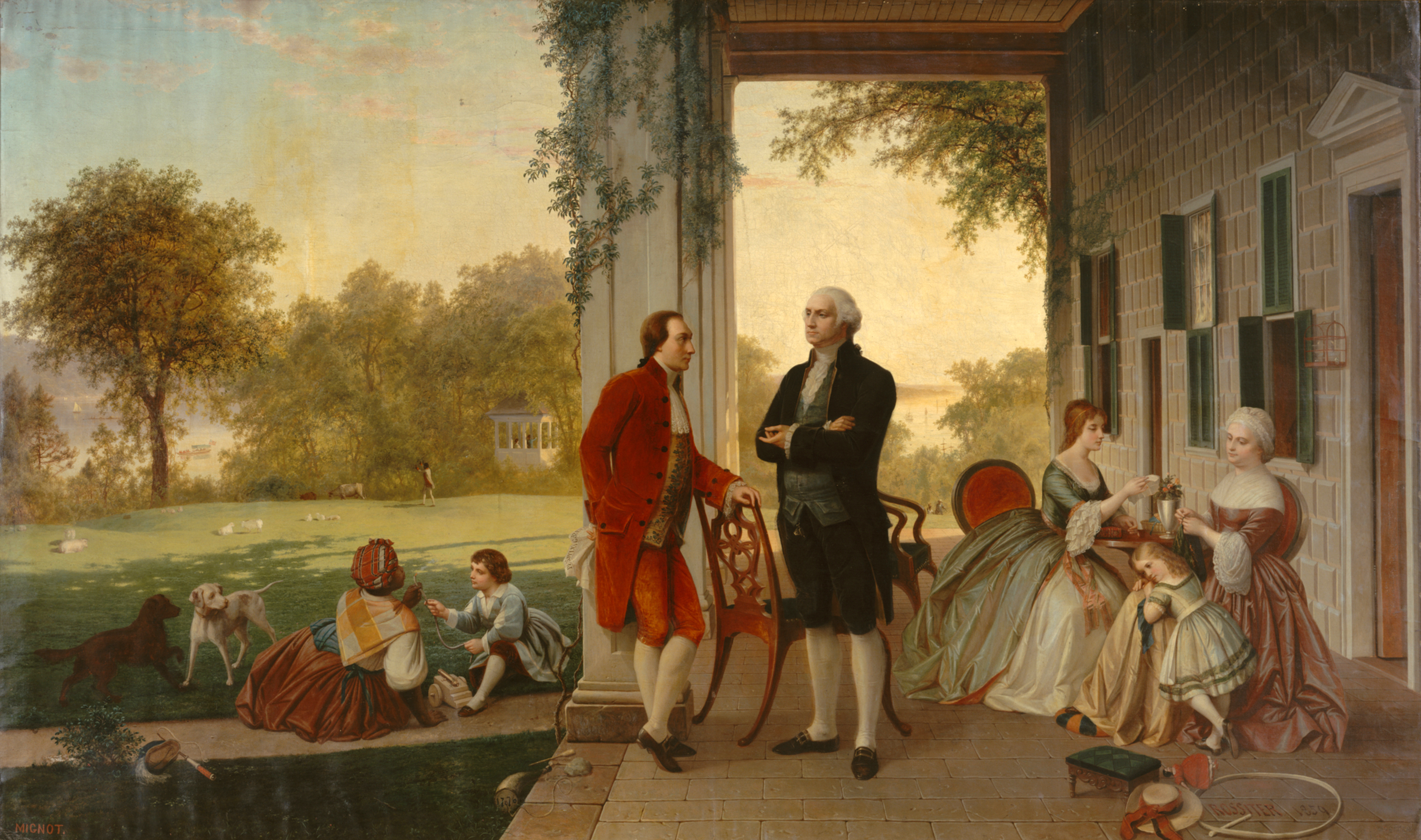
Begegnung von Washington und La Fayette 1784 auf dem Landsitz Mount Vernon, Gemälde von Thomas Prichard Rossiter

Als überzeugter Demokrat und aufgeklärter Verfechter des Freiheitsgedankens setzte sich La Fayette für die Demokratie, die Abschaffung der Sklaverei und die Menschenrechte, die Thomas Jefferson 1776 in Virginia verfasst hatte, ein. In dieser Zeit wurde er in Gegenwart von George Washington in eine militärische Freimaurerloge in Morristown aufgenommen. Später wurde La Fayette in Frankreich Mitglied der Freimaurerloge Contrat Social und der Pariser Freimaurerloge Les Neuf Sœurs.
1778 verbündeten sich Frankreich und die USA gegen Großbritannien, daraufhin erklärte Großbritannien Frankreich den Krieg. La Fayette kehrte 1779 für sechs Monate nach Frankreich zurück, um Militär- und Finanzmittel für die USA zu beschaffen. 1780 kehrte er an Bord der Hermione nach Amerika zurück und war führend am Virginia-Feldzug beteiligt. Dieser endete 1781 mit der Kapitulation der Briten bei Yorktown. Am 18. Dezember 1781 trat La Fayette von Boston aus die Rückfahrt nach Frankreich an.
In den Vereinigten Staaten wurde er als großer Kriegsheld gefeiert. Mehrere Städte und Counties (Landkreise) wurden nach ihm benannt (meistens mit der Schreibweise Lafayette), z. B. in Louisiana, Mississippi und Indiana. 1785 wurde er in die American Academy of Arts and Sciences gewählt.

### Rückkehr nach Frankreich
Als La Fayette im Januar 1782 in Frankreich eintraf, bereitete ihm das Volk einen triumphalen Empfang. Am 22. Januar wurde er in Versailles empfangen. Im Jahr 1785 bereiste Lafayette die deutschen Höfe und traf Kaiser Joseph II. und Friedrich den Großen. Ludwig XVI. nahm ihn 1787 in die Notabelnversammlung auf. Der Katholik La Fayette, der in den Vereinigten Staaten George Washington und andere Protestanten kennen und schätzen gelernt hatte, setzte sich nun mit zwei reformierten Pfarrern in Verbindung, Paul Rabaut und dessen Sohn Jean-Paul Rabaut Saint-Étienne. Unter La Fayettes Einfluss erließ Ludwig XVI. im November 1787 das Toleranzedikt von Versailles, das vor allem den Hugenotten zugutekam, die zuletzt 1743 bis 1752 erneut starken Verfolgungen ausgesetzt waren.

### Französische Revolution
La Fayette war das wichtigste Bindeglied zwischen der Amerikanischen Revolution und der Französischen Revolution. Als begeisterter Anhänger der amerikanischen Verfassungsgrundsätze rief er alle Staaten auf, dem amerikanischen Beispiel zu folgen. In der Anfangsphase der Französischen Revolution war La Fayette einer der führenden Politiker. Durch die Mitgliedschaft in seinen Freimaurerlogen wurde er auch Mitglied in der Gesellschaft der Dreißig. 1789 wurde er Mitglied der Generalstände. Am 11. Juli 1789 brachte er in die neue Nationalversammlung den Entwurf einer Erklärung der Menschen- und Bürgerrechte nach amerikanischem Vorbild ein, den er mit der Unterstützung von Thomas Jefferson, einem der Verfasser der Unabhängigkeitserklärung der Vereinigten Staaten und damals Botschafter in Paris, erarbeitet hatte.
Am 14. Juli 1789 wurde er Vizepräsident der Nationalversammlung. Nach dem Sturm auf die Bastille am 14. Juli 1789 wurde er Kommandant der Nationalgarde, mit dieser unterstützte er auch die Poissarden (Fischweiber) auf ihrem aufständischen Zug nach Versailles, um mehr Frauenrechte zu erreichen. Auch die Brotpreise waren gestiegen und die Marktfrauen wurden immer unzufriedener. Angesichts einer so riesigen Versammlung vor seinem Schloss unterschrieb der König die Menschen- und Bürgerrechte. Ludwig XVI. öffnete seine Speisekammer und akzeptierte, mit seiner Familie nach Paris in den Tuilerienpalast umzuziehen. Danach war General La Fayette zunächst Mitglied des Jakobinerclubs; aus diesem trat er im April 1790 aber wieder aus und gründete die Gesellschaft von 1789. Später gehörte er zu den Mitbegründern des politisch gemäßigten Klubs der Feuillants, die nach einer konstitutionellen Monarchie nach englischem Vorbild strebten. Während der Oktoberunruhen warf er zum Schutz der königlichen Familie die Republikaner unter Danton nieder. Am 14. Juli 1790, als das Föderationsfest am Altar des Vaterlands auf dem Marsfeld gefeiert wurde, leistete La Fayette als erster den Bürgereid. Zu diesem Zeitpunkt hatte seine Popularität den Höhepunkt erreicht. Bereits durch die sogenannte Nancy-Affäre im August 1790 wurde sein allgemeines Ansehen jedoch erheblich in Mitleidenschaft gezogen.
Diese Entwicklung verstärkte sich in der Folgezeit noch, denn La Fayette wurde mit dafür verantwortlich gemacht, dass der König am 20. Juni 1791 einen Fluchtversuch unternehmen konnte. Zudem ließ er drei Tage nach dem 2. Jahrestag des Sturms auf die Bastille das Feuer auf eine aufgebrachte Menschenmenge eröffnen. Dieses Massaker auf dem Marsfeld mit Dutzenden Toten kostete ihn den Rest seiner einstmals großen Popularität. Am 1. Oktober 1791 legte er nach der Auflösung der verfassungsgebenden Nationalversammlung die Führung der Nationalgarde nieder, worauf der König ihm das Kommando über eine der drei französischen Armeen gab.
1792 kommandierte La Fayette die „Armée du Centre“ im Krieg zwischen Frankreich und Österreich. Doch nachdem es am 10. August 1792 zum Tuileriensturm gekommen und der König in Kerkerhaft überführt worden war, protestierte La Fayette entschieden. Daraufhin wurde er von den Jakobinern öffentlich beschuldigt, er wolle sich ihren Zielen in den Weg stellen und die Truppen gegen sie wenden. Die Nationalversammlung erklärte ihn zum Verräter. La Fayette floh deshalb nach Flandern, wo er von den Österreichern gefangen genommen wurde. 1792 wurde er vorerst von den Preußen in ihrer Festung Wesel und in Magdeburg interniert und ab 1794 von Österreich in Olmütz, Mähren. Erst Napoleon Bonaparte erwirkte 1797 seine Freilassung. Er reiste nach Hamburg, wo er zeitweilig lebte, und verließ es wieder Anfang 1799.
Während der Revolution musste La Fayettes Ehefrau Adrienne die Exekutionen ihrer Großmutter, Mutter und Schwester durch die Revolutionäre mitansehen und entkam selbst nur knapp der Guillotine.

### Nach der Revolution

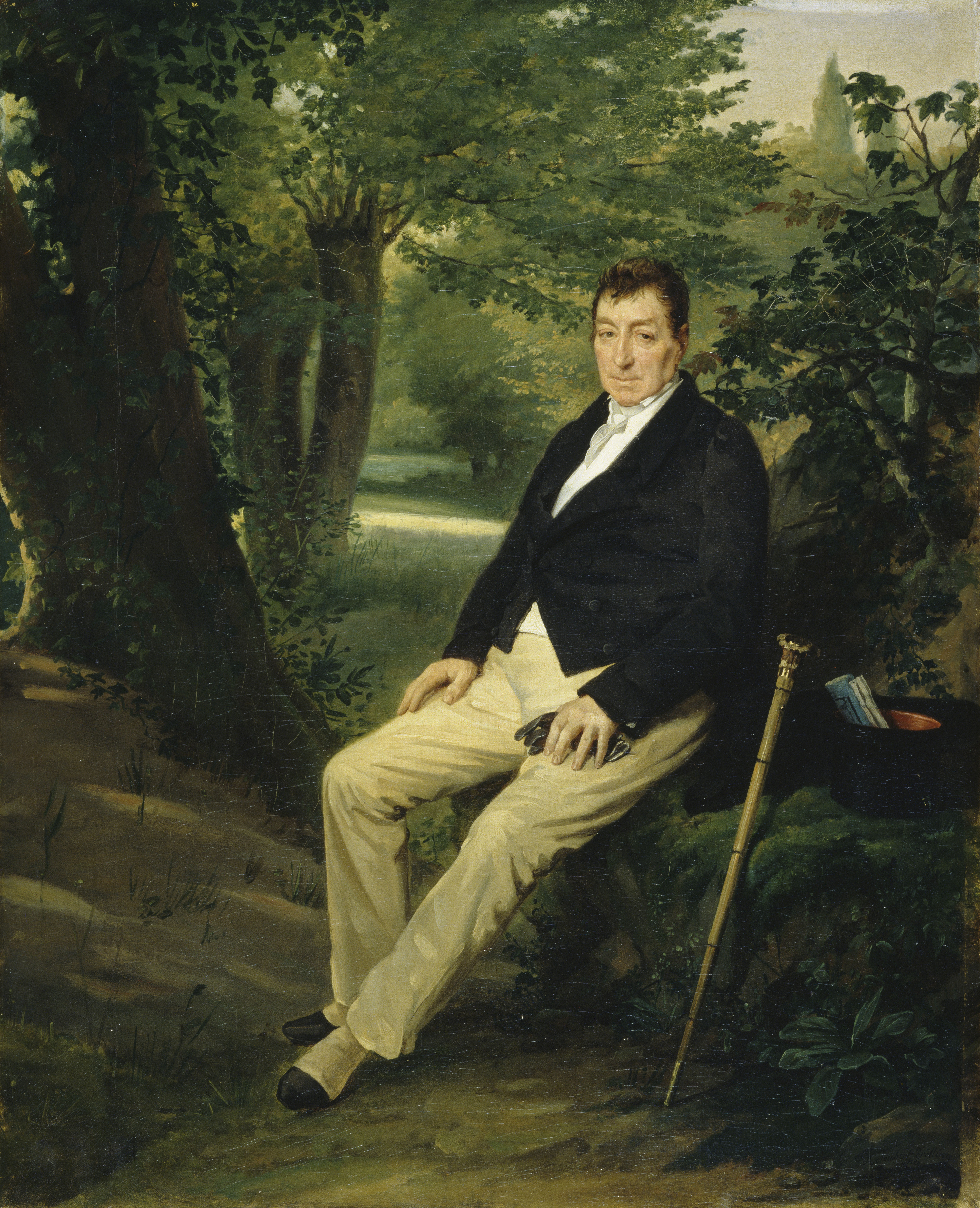
Altersportrait von Louise-Adéone Drölling, 1830

Nach Frankreich zurückgekehrt, zog sich La Fayette auf sein Landgut Lagrange zurück und hielt sich vom öffentlichen Leben fern, da er die Politik Bonapartes ablehnte.
Nach der Verbannung Napoleons engagierte er sich wieder in der Politik. 1815 sowie von 1818 bis 1824 und von 1825 bis zu seinem Tod war La Fayette Mitglied der Deputiertenkammer. Seit 1818 war er liberaler Abgeordneter. Während der Julirevolution von 1830 befehligte er erneut die Nationalgarde und unterstützte die Thronbesteigung des „Bürgerkönigs“ Louis Philippe. Sowohl in der nachnapoleonischen Restauration als auch nach der Julirevolution führte La Fayette die großbürgerliche Opposition.
La Fayette starb am 20. Mai 1834 im Alter von 76 Jahren in Paris und wurde auf dem Friedhof Cimetière de Picpus bestattet.

## Ehrungen

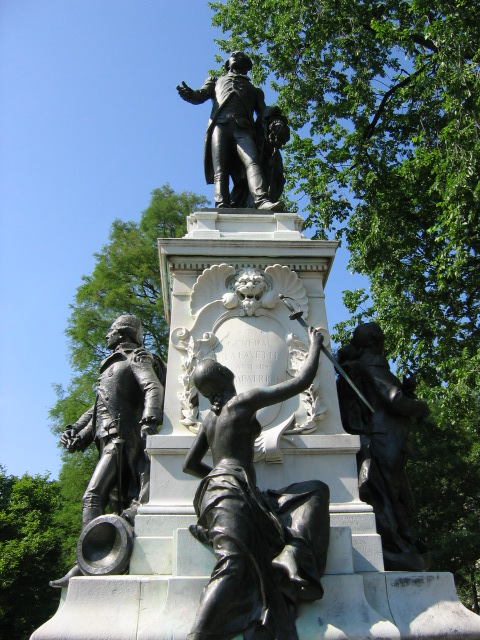
Denkmal von Alexandre Falguière und Antonin Mercié auf dem Lafayette Square in Washington, D.C.

Sein Name ist am Triumphbogen in Paris in der 3. Spalte eingetragen.
Für seine Verdienste im amerikanischen Unabhängigkeitskrieg ernannte der Staat Maryland den Marquis de La Fayette (und alle seine männlichen Nachfahren für alle Zeiten) am 28. Dezember 1784 zum Staatsbürger, was ihn in der Folge nach der Verabschiedung der Verfassung der Vereinigten Staaten auch zum US-Bürger machte. Außerdem erhielt er die Ehrenbürgerschaft von Connecticut, Massachusetts und Virginia. Am 6. August 2002 ernannte ihn der Kongress überdies zum Ehrenbürger der Vereinigten Staaten von Amerika.
In den USA tragen Städte (Lafayette, Fayette oder Fayetteville), 17 Countys (Fayette County, Lafayette County), Townships (Fayette Township, Lafayette Township), Bistümer (Bistum Lafayette, Bistum Lafayette in Indiana), der Lafayette Friedhof in New Orleans der Fayette Historic State Park, der Mount Lafayette und der Lake Lafayette u. v. m. ihm zu Ehren seinen Namen.
Im Plenarsaal des Repräsentantenhauses in Washington, D.C. ist La Fayette auf einem der zwei dort ausgehängten Porträts dargestellt (das andere zeigt George Washington). Er soll zudem den Brauch, Freiheitsbäume aufzustellen, aus Amerika nach Frankreich mitgebracht haben.
Die United States Navy hat das U-Boot USS Lafayette (SSBN-616) nach dem Marquis benannt, das das Typschiff der Lafayette-Klasse ist. Die französische Marine hat die Fregatte La Fayette (F-710), das Typschiff der La-Fayette-Klasse, nach ihm benannt.
Am 27. Mai 2010 wurde der Asteroid (23244) Lafayette nach ihm benannt.

## Zitate
„Der Ursprung jeder Souveränität liegt bei der Nation. Keine Körperschaft, kein einzelner kann eine Autorität ausüben, welche nicht ausdrücklich von ihr übertragen worden ist.“

„Auflehnung ist das heiligste aller Rechte und die notwendigste aller Pflichten.“

## Filme
- Der junge General (Originaltitel: La Fayette) (1961), Regie: Jean Dréville; Kriegsfilm, Abenteuerfilm und Filmbiografie, La Fayette wird von Michel Le Royer gespielt
- Die Französische Revolution (1989), Regie: Robert Enrico und Richard T. Heffron; ein zweiteiliger als Historiendrama konzipierter monumentaler Spielfilm, La Fayette wird von Sam Neill gespielt
- La Fayette, der verblasste Held (2010), Dokumentarfilm von Oren Jacob, u. a. mit Sarah Vowell, ausgestrahlt am 4. Dezember 2010 auf Arte